# Metro Bukarest
Die Metro Bukarest, rumänisch Metroul București, ist das 1979 eröffnete U-Bahn-System der rumänischen Hauptstadt Bukarest und das einzige des Landes. Zuständiges Verkehrsunternehmen ist heute die Aktiengesellschaft S.C. Metrorex S.A., anfangs wurde die Metro hingegen noch von der rumänischen Staatsbahn Căile Ferate Române (CFR) betrieben. Im Gegensatz dazu ist für den Oberflächenverkehr, darunter die Straßenbahn Bukarest und der Oberleitungsbus Bukarest, das kommunale Unternehmen Societatea de Transport București (STB) zuständig. Im Jahr 2016 wurden 179,12 Millionen Fahrgäste befördert.

## Linien

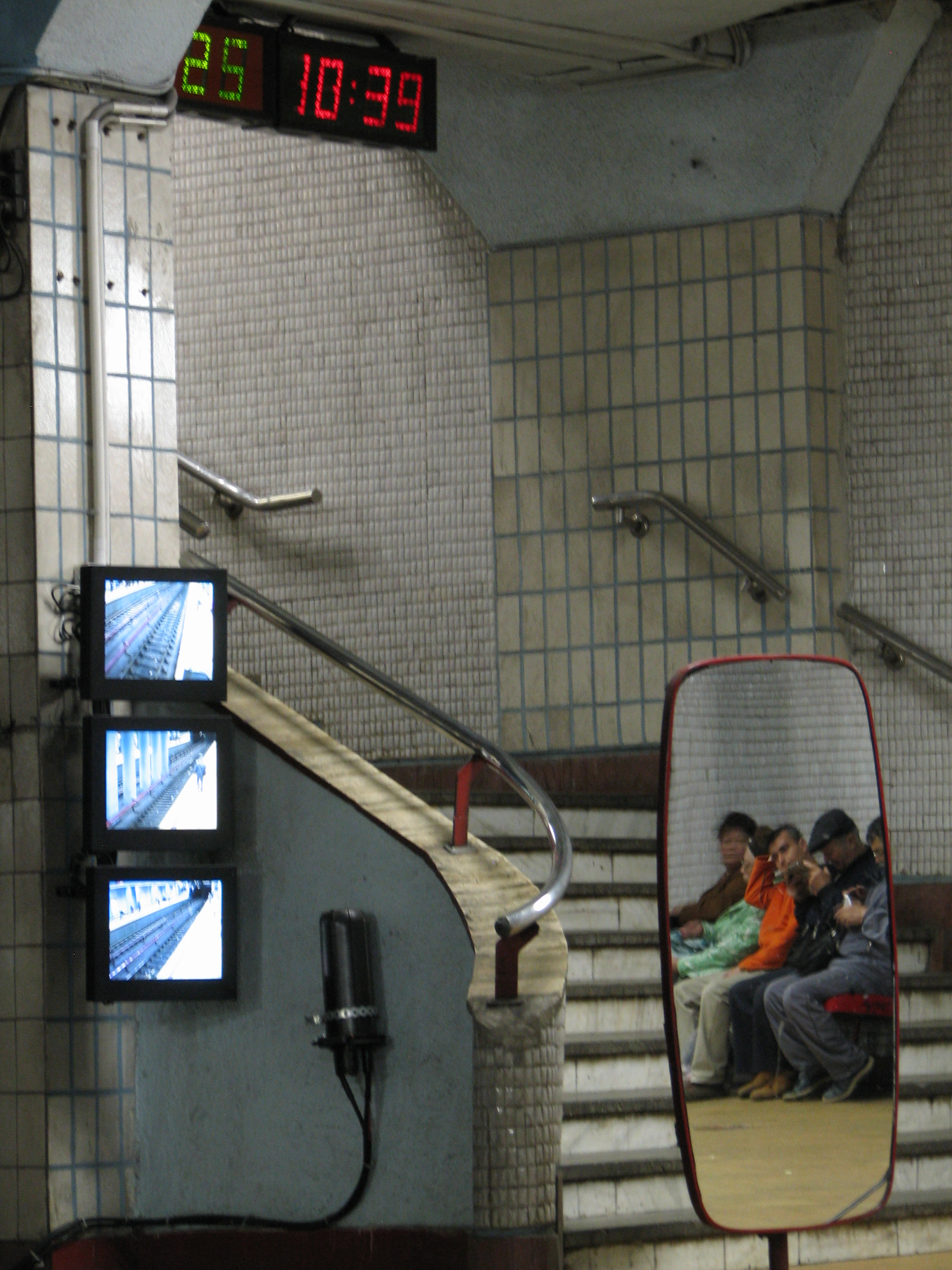
Station Obor, die Zugfolgeuhr über dem Treppenaufgang zeigt an, dass der letzte Zug in dieser Richtung vor 25 Sekunden abgefahren ist

Die fünf Bukarester U-Bahn-Linien sind zusammen 82,2 Kilometer lang, es werden zusammen 55 Stationen bedient. Die Linien M1 und M3 teilen sich die Strecke zwischen den Stationen Eroilor 1 und Nicolae Grigorescu, ansonsten sind die Linien unabhängig voneinander. Die Linie M1 bedient die Station Dristor auf ihrem schlaufenförmigen Linienweg zweimal.
Der durchschnittliche Stationsabstand beträgt 1,5 Kilometer. Die Bukarester Metro verkehrt täglich von 5:30 bis 23:30 Uhr. In der Hauptverkehrszeit verkehrt alle drei bis fünf Minuten ein Zug, in den restlichen Zeiten oder am Wochenende dagegen alle acht bis 15 Minuten. Die Strecke zwischen den M1-Stationen Republica und Pantelimon ist eingleisig und wird nur in der Hauptverkehrszeit bedient. Am Bahnsteigende zeigen Zugfolgeuhren an, wie viele Sekunden seit dem zuletzt abgefahrenen Zug vergangen sind.
Die M2-Endstation Berceni ist die einzige oberirdische des gesamten Netzes.
| Linie | Strecke                                  | Eröffnung | Länge    | Stationen |
| ----- | ---------------------------------------- | --------- | -------- | --------- |
| M1    | Dristor – Republica (– Pantelimon)       | 1979      | 31,01 km | 22        |
| M2    | Pipera – Berceni                         | 1986      | 20,2 km  | 15        |
| M3    | Preciziei – Anghel Saligny               | 1983      | 22,2 km  | 16        |
| M4    | Gara de Nord – Străulești                | 2000      | 7,44 km  | 8         |
| M5    | Eroilor – Râul Doamnei / Valea Ialomiței | 2020      | 6,87 km  | 10        |

## Tarif
Die Fahrkarten der Metro sind Magnetstreifenkarten und nicht für die Verkehrsmittel der STB gültig, die RFID-Chipkarten verwenden. Im Gegensatz zum Oberflächenverkehr, wo bei jedem Umstieg eine neue Fahrkarte erforderlich ist, darf ein U-Bahn-Fahrschein beliebig lang benutzt werden, solange der Bereich innerhalb der Bahnsteigsperren nicht verlassen wird.
Tickets für eine Fahrt kosten 5 Lei (1,00 Euro), für 2 Fahrten 10 Lei, während Tickets für zehn Fahrten 40 Lei kosten. Man kann auch eine Tageskarte für 12 Lei kaufen. Einzelfahrscheine können auch kontaktlos mit Kreditkarte direkt an den Sperren bezahlt werden. 
Es gibt allerdings auch kombinierte STB-Metrorex-Karten, die sowohl in der Metro als auch im Oberflächenverkehr gültig sind.

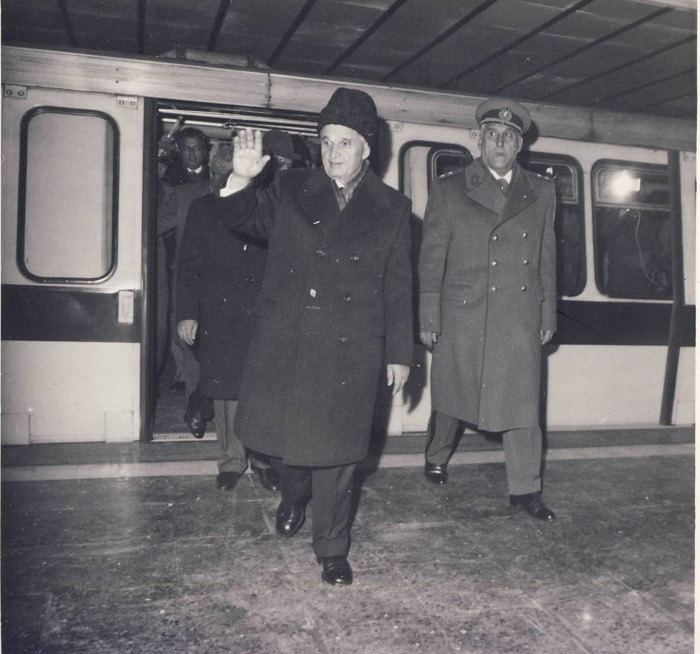
Diktator Ceaușescu bei der Eröffnung der Teilstrecke 1981
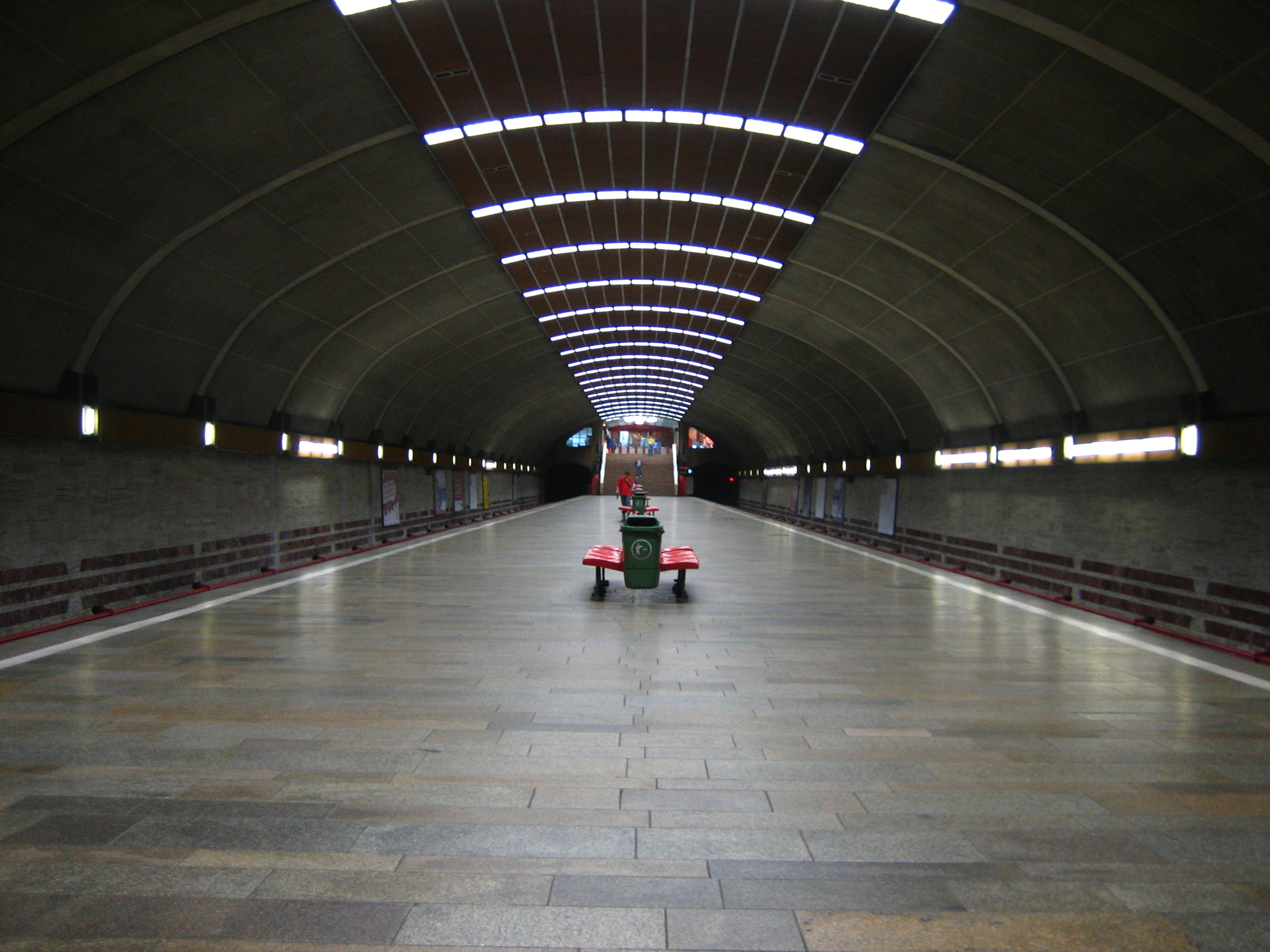
U-Bahnhof Titan
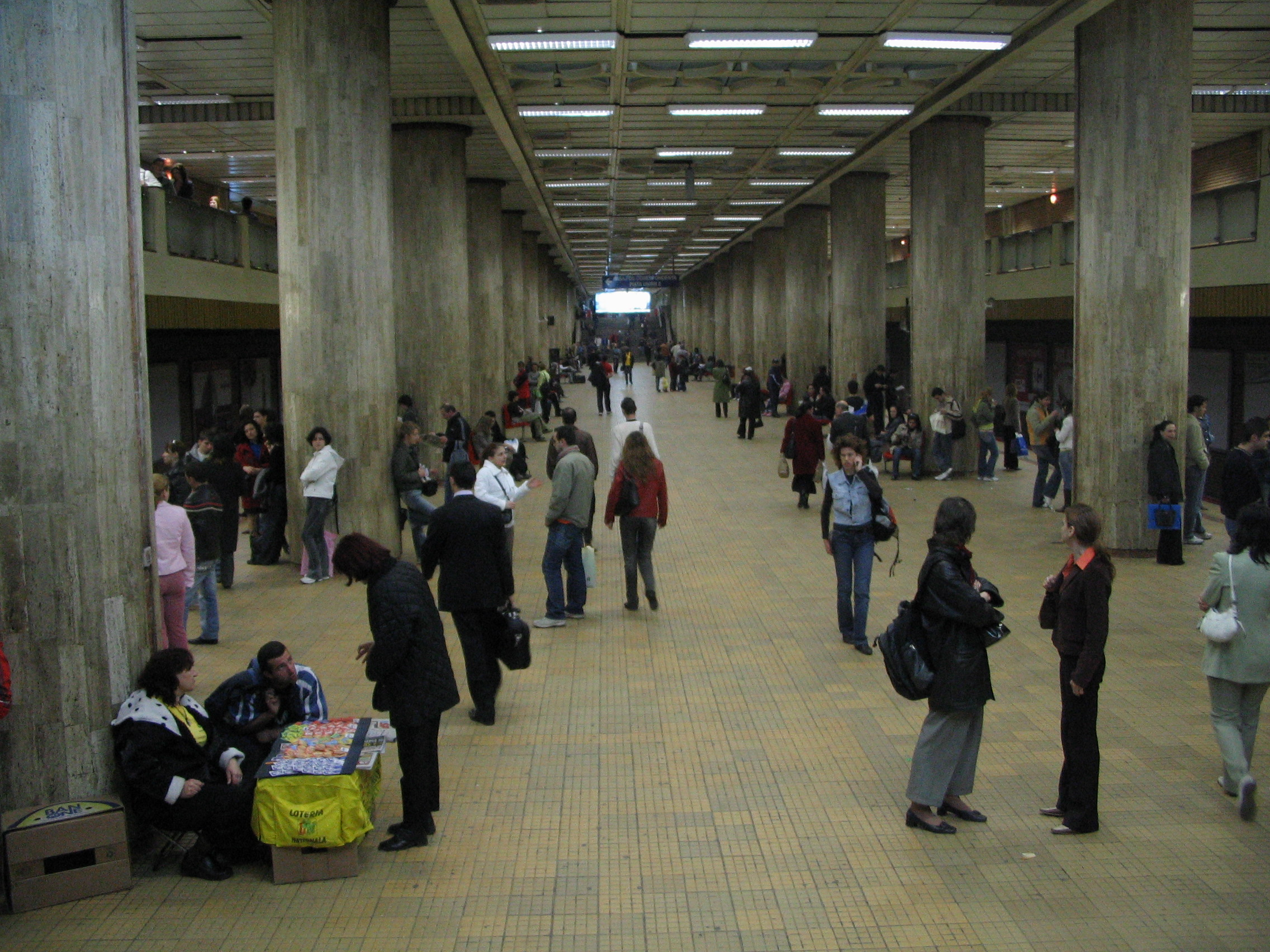
U-Bahnhof Piața Unirii
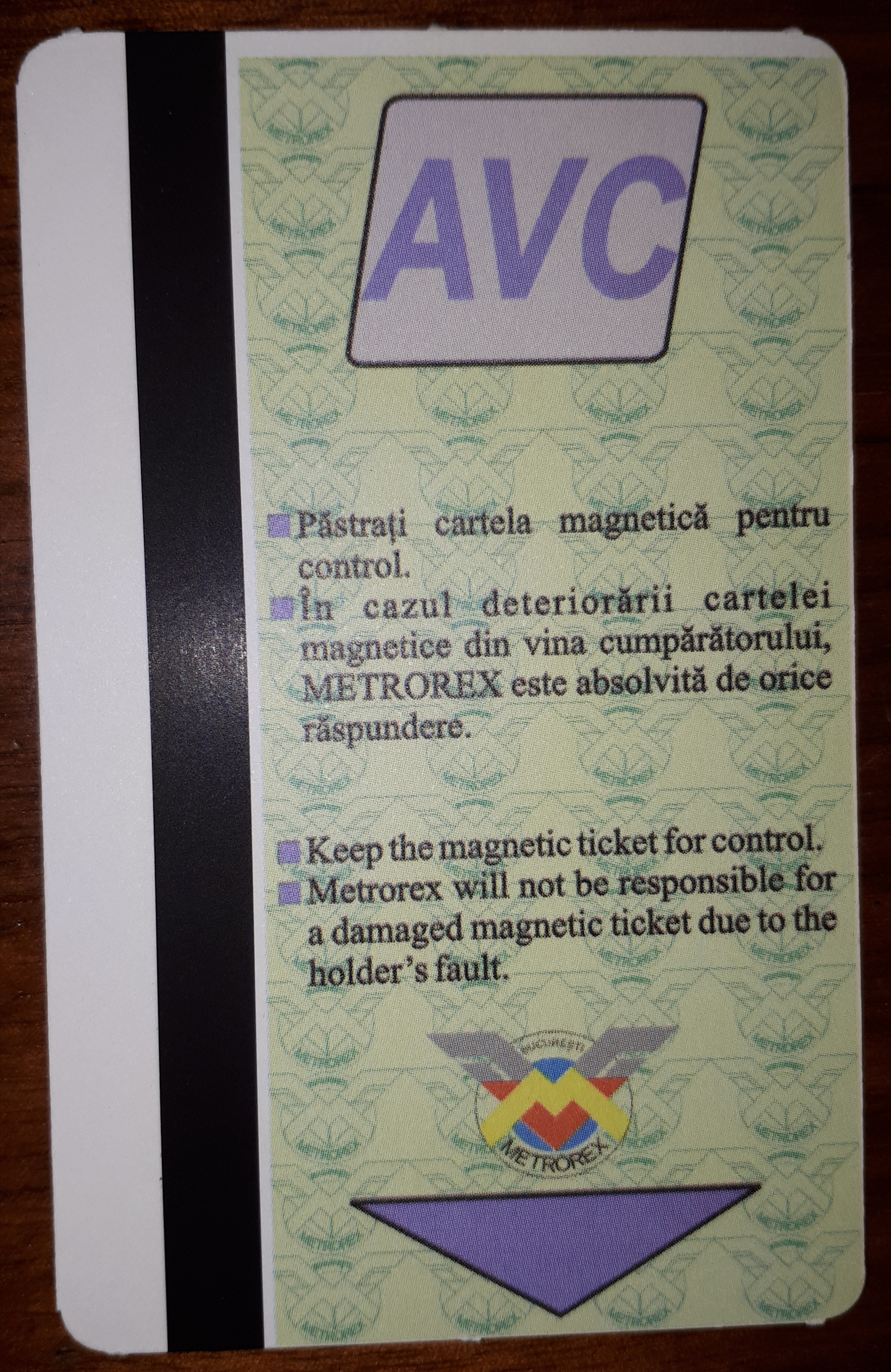
Metro-Fahrschein

## Geschichte
Mit dem Bau der ersten Strecke wurde am 20. September 1975 begonnen. Sie ging am 16. November 1979 zwischen Timpuri Noi und Semănătoarea (heute Petrache Poenaru) in Betrieb, war 8,63 Kilometer lang und bediente insgesamt sechs Stationen. Heute fährt auf diesem Abschnitt die M1, zwischen Timpuri Noi und Eroilor auch die M3. Anders als bei den meisten U-Bahnen in den übrigen sozialistischen Staaten des Rats für gegenseitige Wirtschaftshilfe (RGW) kamen in Bukarest nie sowjetische Fahrzeuge zum Einsatz. Die weiteren Abschnitte gingen wie folgt in Betrieb:
| Eröffnung          | Linie             | Strecke                                                                                   | Länge    | Stationen                                                             |
| ------------------ | ----------------- | ----------------------------------------------------------------------------------------- | -------- | --------------------------------------------------------------------- |
| 16. November 1979  | M1, heute auch M3 | Timpuri Noi – Semănătoarea (heute Petrache Poenaru)                                       | 08,63 km | 6                                                                     |
| 28. Dezember 1981  | M1, heute auch M3 | Timpuri Noi – Republica                                                                   | 10,10 km | 6                                                                     |
| 19. August 1983    | M1, heute M3      | Eroilor – Industriilor (heute Preciziei)                                                  | 08,63 km | zunächst 4, Gorjului später hinzugefügt                               |
| 22. Dezember 1984  | M1                | Semănătoarea (heute Petrache Poenaru) – Crângași                                          | 00,97 km | 1                                                                     |
| 24. Januar 1986    | M2                | Piața Unirii 2 – Depoul I.M.G.B. (heute Berceni)                                          | 09,96 km | zunächst 6, Tineretului und Constantin Brâncoveanu später hinzugefügt |
| 6. April 1986      | M2                | Tineretului hinzugefügt                                                                   | –        | 1                                                                     |
| 25. Oktober 1987   | M2                | Piața Unirii 2 – Pipera                                                                   | 08,72 km | zunächst 5, Piața Română später hinzugefügt                           |
| 25. Dezember 1987  | M1                | Crângași – Gara de Nord 1                                                                 | 02,83 km | zunächst 1, Basarab später hinzugefügt                                |
| 28. November 1988  | M2                | Piața Romană hinzugefügt                                                                  | –        | 1                                                                     |
| 5. Dezember 1988   | M2                | Constantin Brâncoveanu hinzugefügt                                                        | –        | 1                                                                     |
| 17. August 1989    | M3, heute M1      | Gara de Nord 1 – Dristor 2                                                                | 07,80 km | 6                                                                     |
| 15. Januar 1990    | M1                | Republica – Pantelimon                                                                    | 01,43 km | 1                                                                     |
| 26. August 1992    | M1                | Basarab hinzugefügt                                                                       | –        | 1                                                                     |
| 31. August 1994    | M3                | Gorjului Richtung Westen hinzugefügt                                                      | –        | 0,5                                                                   |
| 1998               | M3                | Gorjului Richtung Osten hinzugefügt                                                       | –        | 0,5                                                                   |
| 1. März 2000       | M4                | Gara de Nord 2 – 1 Mai                                                                    | 03,60 km | 4                                                                     |
| 19. November 2008  | M3                | Nicolae Grigorescu 2 – Linia de Centură (heute Anghel Saligny), zunächst im Pendelbetrieb | 04,75 km | 4                                                                     |
| 4. Juli 2009       | M3                | Durchgehender Betrieb mit dem Rest der Linie                                              | –        | –                                                                     |
| 1. Juli 2011       | M4                | 1 Mai – Parc Bazilescu                                                                    | 02,62 km | 2                                                                     |
| 31. März 2017      | M4                | Parc Bazilescu – Străulești                                                               | 01,90 km | 2                                                                     |
| 15. September 2020 | M5                | Eroilor 2 – Râul Doamnei, mit Abzweig ab Romancierilor nach Valea Ialomiței               | 06,70 km | 10                                                                    |
| 15. November 2023  | M2                | Berceni – Tudor Arghezi                                                                   | 1,6 km   | 1                                                                     |

Die M2 ist mit der M1 und somit dem restlichen Netz über eine eingleisige Betriebsstrecke verbunden.

## Planungen

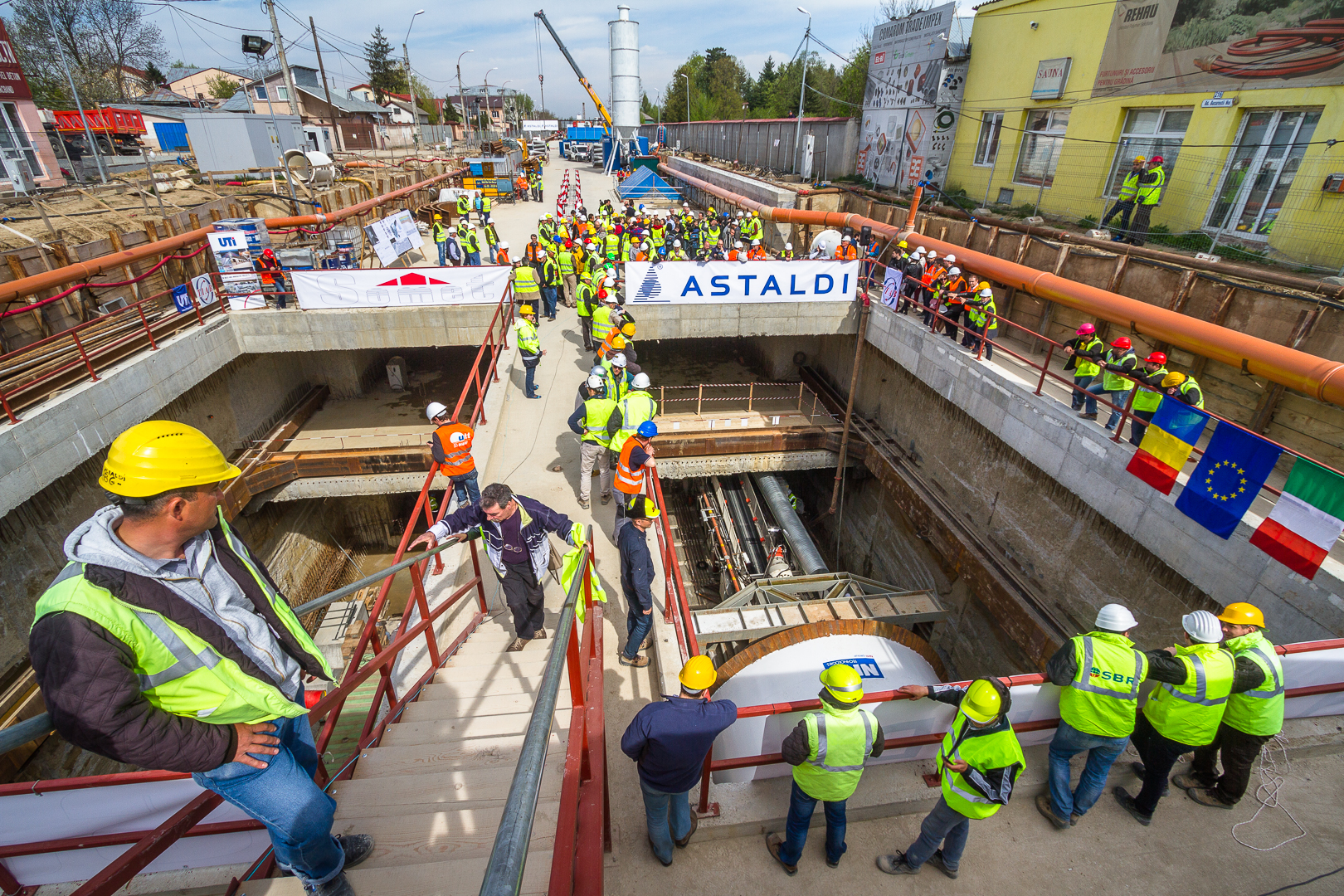
Bauarbeiten an der Station Străulești

Die Linie M4 wurde am 31. März 2017 um die beiden Stationen Laminorului und Străulești verlängert. Das zugehörige Depot Străulești samt Park & Ride Parkhaus und Busterminals ist noch in Bau.
Geplant ist auch eine Verlängerung der existierenden M5 von Eroilor über Universitate nach Pantelimon.
Außerdem gibt es Planungen für eine Verlängerung der Strecke der Linie M4 in den Süden der Stadt zum ehemaligen Bahnhof Progresul, für eine Linie M6 zum Flughafen Bukarest Henri Coandă sowie für eine Linie M7 vom Stadtteil Rahova im Südwesten in den Stadtteil Colentina im Nordosten von Bukarest.

## Fahrzeuge

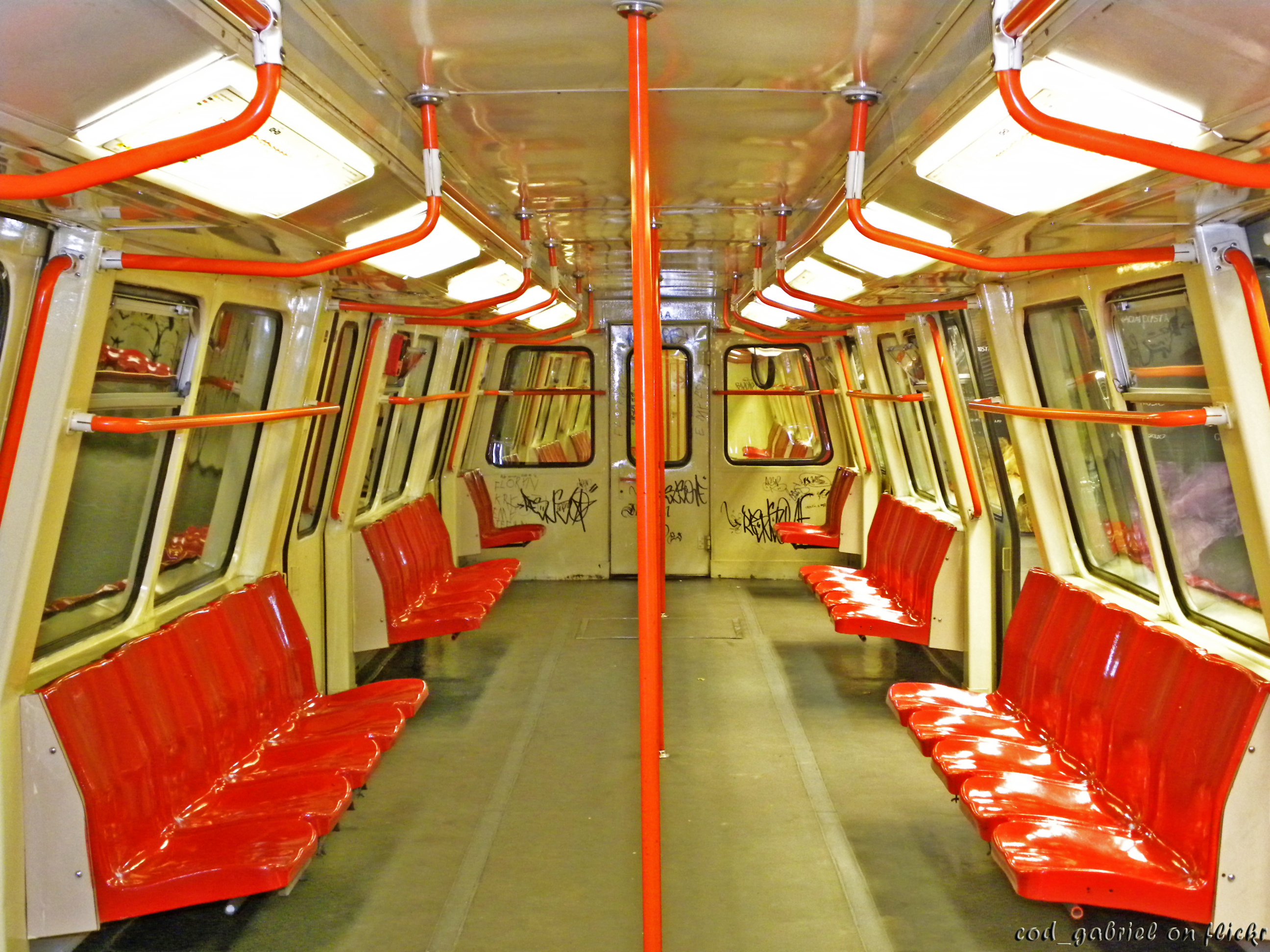
Innenraum eines Astra-Zugs

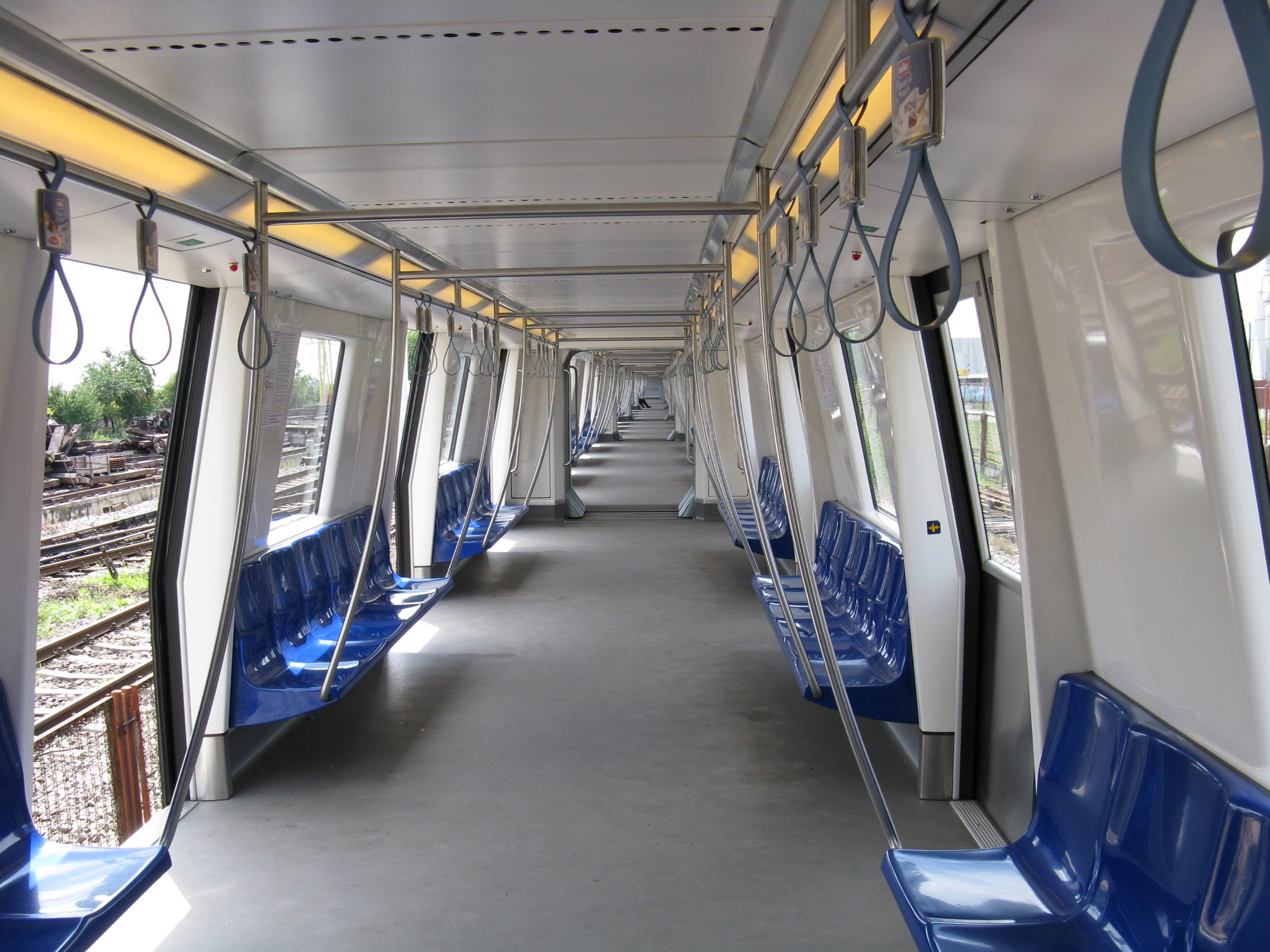
Innenraum eines Bombardier-Zugs

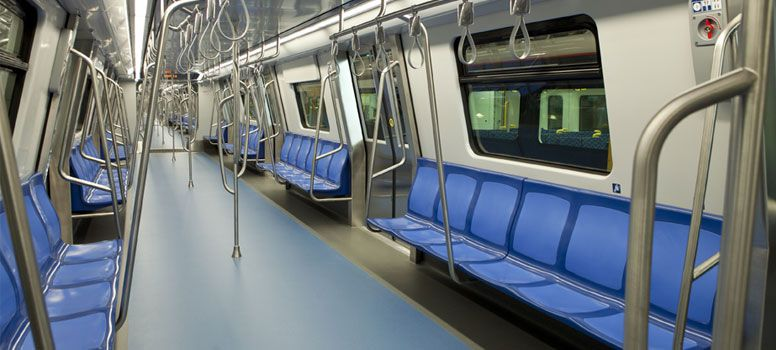
Innenraum eines CAF-Zugs

In Bukarest verkehren drei verschiedene U-Bahn-Typen:
- Astra-Triebwagen (B'B'-B'B'), als Doppeltriebwagen zusammengekuppelt, 40 Meter lang, gebaut zwischen 1978 und 1993
- Bombardier-Triebwagen, 112,3 Meter lang, gebaut ab 1999
- CAF-Triebwagen, 114 Meter lang

Die alten Astra-Triebwagen verfügen jeweils über einen Führerstand am Fahrzeugende und werden deswegen immer zu zweit als Doppeltriebwagen fest zusammengekuppelt. Auf den Linien M1 und M3 (früher auch M2) werden immer drei Doppeltriebwagen zusammen eingesetzt, auf der M4 dagegen nur zwei Einheiten, seit Verlängerung der Linie werden jedoch vermehrt drei Doppeltriebwagen eingesetzt. Dieser Fahrzeugtyp wurde zwischen 1978 und 1993 bei Astra in Arad hergestellt. Zurzeit werden diese Züge je nach Betriebsalter entweder durch die neuen Bombardier-Triebzüge ersetzt und ausgemustert oder für einen weiteren Betrieb aufgearbeitet. 2008 existierten 241 Astra-Doppeltriebwagen, von denen 181 eingesetzt wurden – der Rest diente als Reserve. Damit könnten etwa 60 Züge gebildet werden, der tatsächliche Bedarf lag zwischen 30 und 50 Zügen.
Die Bombardier-Züge bestehen aus sechs permanent zusammengekuppelten Wagen mit je einem Führerstand an einem Zugende und sind durchgängig begehbar, ähnlich wie bei der Berliner U-Bahn-Baureihe H. 1999 bestellte der Betreiber Metrorex die ersten 18 sogenannten Movia-Züge, 2005 folgten 20 weitere für 110 Millionen Euro, 2007 wiederum sechs für 33 Millionen Euro; an den Kosten beteiligte sich jeweils die Europäische Investitionsbank. Die Wagenkästen ließ Bombardier in Görlitz, die Drehgestelle in Siegen produzieren, die benötigte Antriebstechnik wiederum wurde in der schwedischen Stadt Västerås gefertigt. Die Endmontage wurde von einem rumänischen Unternehmen übernommen.
Die 24 CAF-Wagen, die für 145 Mio. € angeschafft wurden, werden auf der Linie M2 seit Juli 2014 eingesetzt.
Im März 2015 konnte sich CAF bei der Folge-Ausschreibung über 51 Züge für die neue Linie 5 gegen die Anbieter Astra Vagoane, Alstom, Pesa sowie CSR durchsetzen. Der Auftrag hat ein Volumen von 307,6 Mio. €. Die Fahrzeuge sollen auf der im Bau befindlichen U-Bahn-Linie 5 Drumul Taberei - Eroilor zum Einsatz kommen. Der Auftrag wurde allerdings storniert, nachdem die nationale Antikorruptionsbehörde Ungereimtheiten bei der Auftragsvergabe aufgedeckt hat.
Im November 2020 wurden stattdessen bei Alstom zunächst 13 Züge vom Typ Metropolis mit einem Auftragswert von 100 Mio. € für den Einsatz auf der Linie 5 bestellt, wobei zusätzlich eine Option für bis zu 17 weitere Züge und einen Gesamtauftragswert von 240 Mio. € für alle Züge besteht. Der erste Zug, welcher in Taubaté (Brasilien) gebaut wurde, wurde im April 2024 ausgeliefert.
Zusätzlich ist geplant, 12 Züge für die Linie M4 zu beschaffen, um die dort eingesetzten Astra-Züge zu ersetzen.
Die Züge sind entweder in silbergrau mit roten oder gelben Streifen (Astra-Züge) oder in Edelstahl mit schwarzen und weißen Bereichen (Bombardier-Züge) gehalten. Die Stromversorgung erfolgt mit 750 Volt Gleichstrom über eine seitlich montierte, von unten bestrichene Stromschiene sowie über eine einfache Oberleitung in den Werkstätten und Abstellanlagen. Die Höchstgeschwindigkeit beträgt 80 km/h, es gibt Pläne, sie stellenweise auf 100 km/h zu erhöhen.

## Signalisierung
Das Signalsystem zeigt die gleichen Signalbilder wie das Lichtsignalsystem der rumänischen Bahn CFR, es werden allerdings nur Kombisignale (Haupt- und Vorsignale sind in einem Signalschirm zusammengefasst) eingesetzt. Das Signalsystem ist auf eine Zugfolgezeit von 90 Sekunden ausgelegt. Auf der M2 wurden die Streckensignale durch ein Zugbeeinflussungssystem mit Führerstandssignalisierung ersetzt, die Streckensignale sind dabei dunkelgeschaltet und dienen nur als Rückfallebene, während die Ausfahrsignale der Stationen „Halt“ und die Buchstaben „ATP“ zeigen. In den nächsten Jahren sollen auch die anderen U-Bahn-Linien auf dieses System umgestellt werden.